# Дуб черешчатий (Лубни)
Дуб чере́шчатий — ботанічна пам'ятка природи місцевого значення в Україні. Розташована в межах міста Лубни Полтавської області, на вул. Гомона (біля буд. № 13).
Площа 0,01 га. Статус надано згідно з рішенням облради від 15.08.2003 року. Перебуває у віданні: Відділ комунального господарства Лубенського міськвиконкому.
Статус надано для збереження одного екземпляра вікового дуба віком біля 120 років.

## Галерея

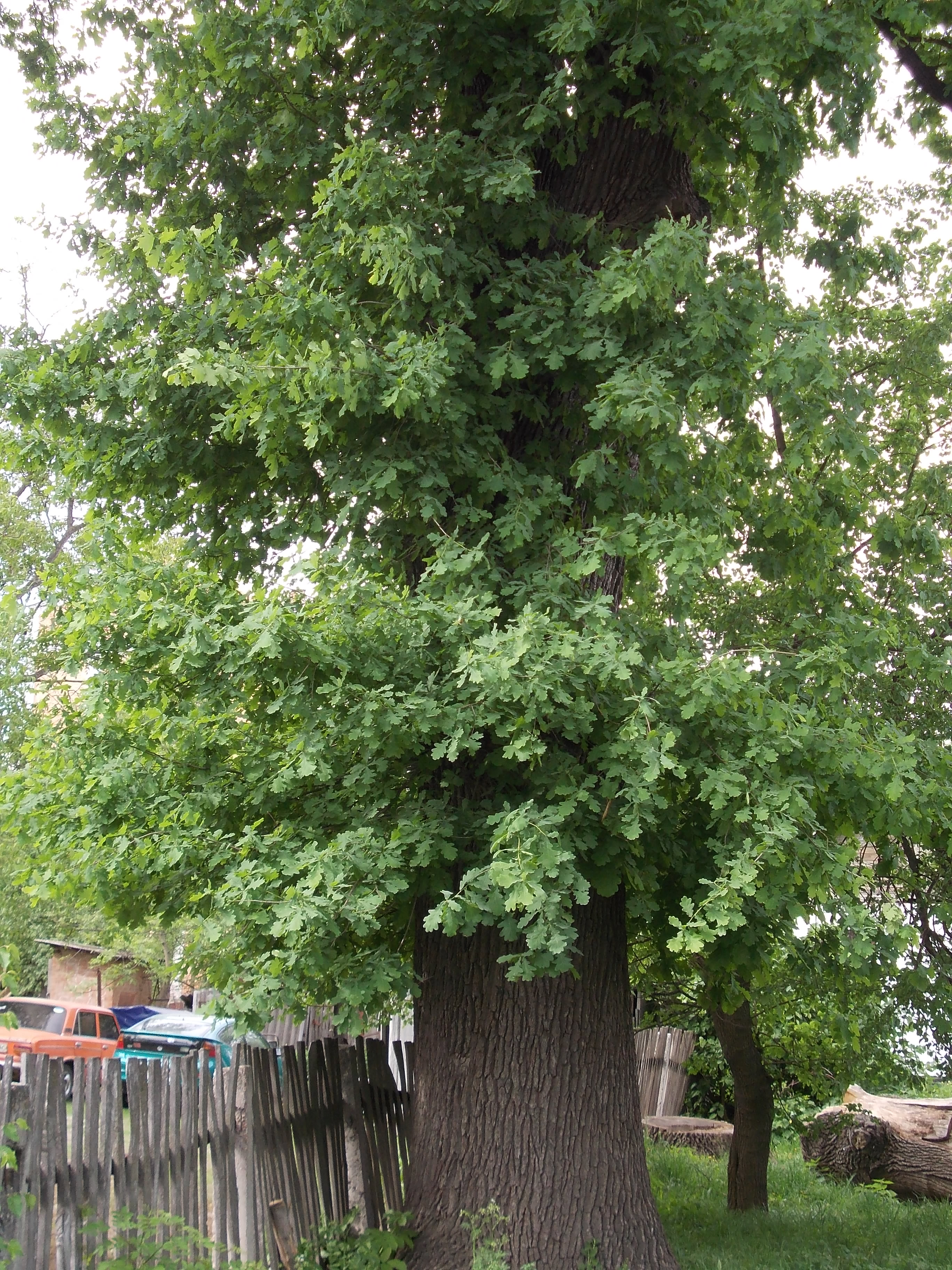
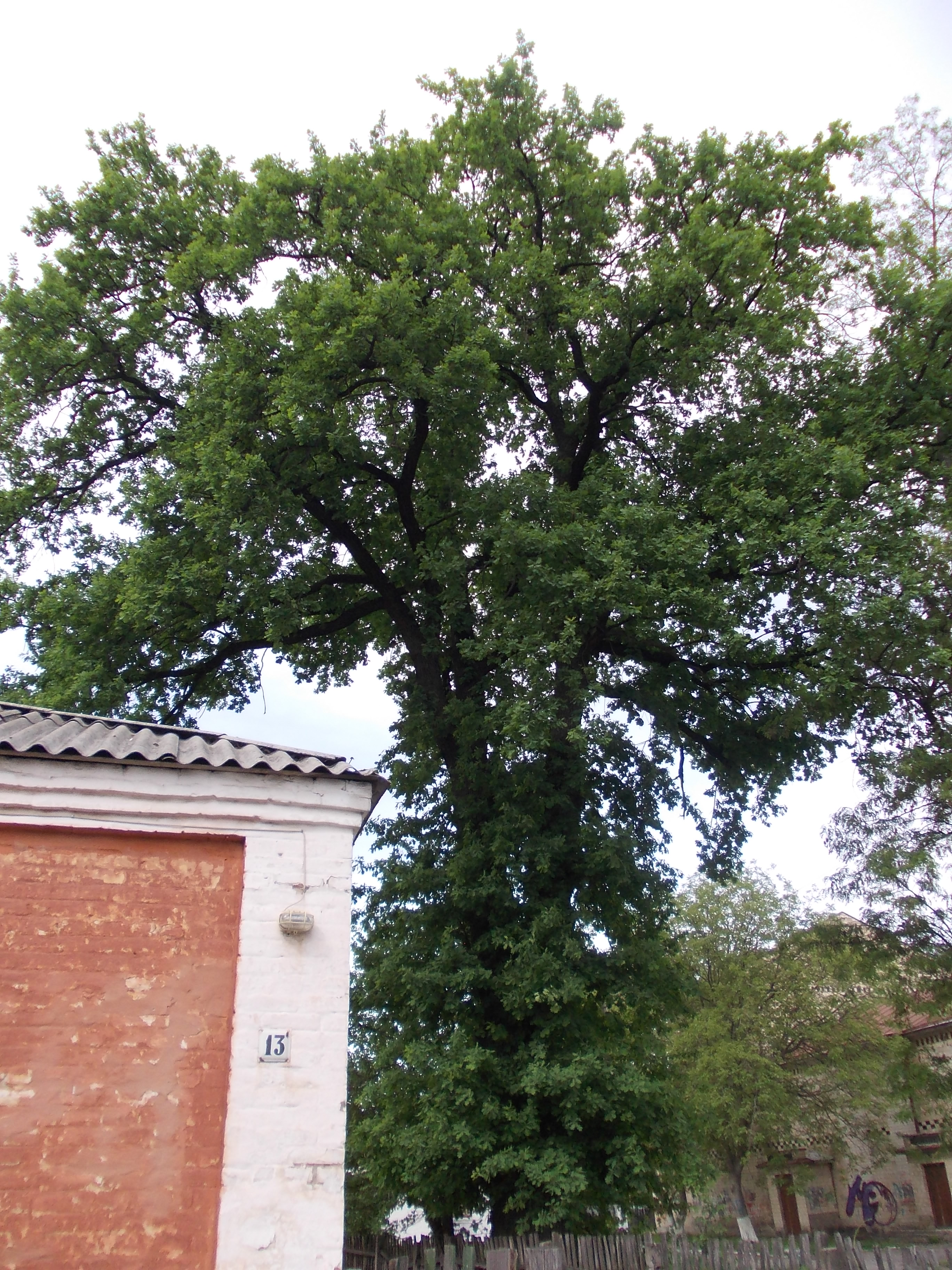